# Canton de Schœlcher-1
Pour les articles homonymes, voir Canton de Schœlcher (homonymie).
Le canton de Schœlcher-1 est une ancienne division administrative française située dans le département et la région de la Martinique.

## Histoire
En Martinique, le canton de Schœlcher-1 était, avec le canton de Schœlcher-2, l'un des deux cantons créés en 1985, en remplacement du canton de Schœlcher.
À la suite des élections territoriales de décembre 2015 concernant la collectivité territoriale unique de Martinique, le conseil régional et le conseil général sont remplacés par l'assemblée de Martinique. De fait, les cantons disparaissent.

## Géographie
Dépendant de l'arrondissement de Fort-de-France, le canton de Schœlcher-1 était l'un des deux cantons correspondant à une partie de la commune de Schœlcher.

## Administration
| Période | Période          | Identité             | Étiquette | Qualité |
| ------- | ---------------- | -------------------- | --------- | --- |
| 1985    | 1991 (démission) | Jean-Claude Artigny  | RPR       | Conseiller municipal de Schœlcher                                                                                            |
| 1991    | 2004             | Alfred Almont        | RPR       | Chargé de mission à la Chambre de commerce et d'industrie de la Martinique Maire de Schœlcher (1995-2008) Député (2002-2012) |
| 2004    | 2011             | Lucien Nolbas        | UMP       | Chef d'entreprise à Schœlcher                                                                                                |
| 2011    | décembre 2015    | Yolène Largen-Marine | DVG       | Adjointe au maire de Schœlcher                                                                                               |

## Composition
Le canton de Schœlcher-1 se composait uniquement d'une partie de la commune de Schœlcher et comptait 10 838 habitants (population municipale) au 1er janvier 2012,.

## Démographie
| 1990 | 1999   | 2006   | 2009   | 2012   |
| ---- | ------ | ------ | ------ | ------ |
| -    | 10 848 | 11 430 | 11 610 | 10 838 |